# Siemens und Halske T52

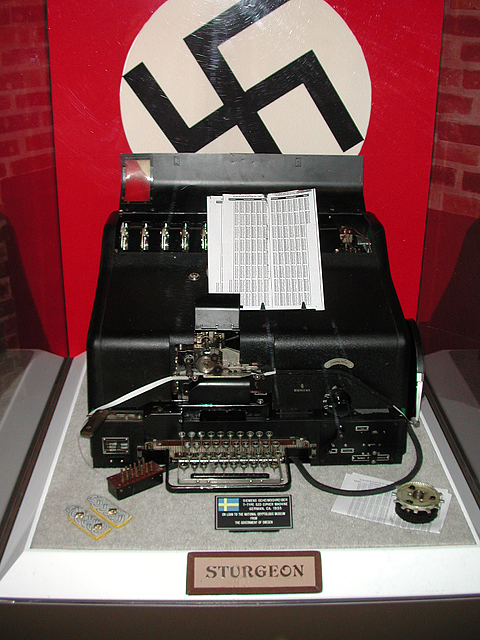
"STURGEON" в Национальном музее криптографии.

Siemens & Halske T52, также известная как Geheimfernschreiber (англ. secret teleprinter) или Schlüsselfernschreibmaschine (SFM) - шифровальная машина и телетайп времен Второй мировой войны, изобретенная немецкой компанией Siemens & Halske, занимавшейся производством электротехнического оборудования. Первая версия была произведена на свет в 1932 году. После Второй мировой войны использовалась в ряде стран, таких как Франция и Нидерланды.
T52 работала в режиме Online, так как при введении сообщения на одном конце связи оно тут же печаталось на другом конце. В то время как Энигма использовалась в полевых условиях, T52 использовалась в основном Люфтваффе и Кригсмарине. Она играла большую роль в координации данных видов войск, схожую с ролью шифровальной машины Лоренц для пехотных войск.
Британские криптоаналитики Блетчли-Парка дали кодовое название «Fish» (Рыба) для целой серии немецких шифровальных машин, таким образом T52 была названа «Sturgeon» (Осетр).

## Модели
Siemens & Halske выпустила несколько версий T52: модели T52a и T52b, которые отличались наличием фильтра, подавляющего шумы, и модели T52c (Cäsar), T52d (Dora) и T52e (Emil).
Модели T52a/b были недостаточно криптоустойчивы, из-за устройства роторов. В попытках повысить криптографическую стойкость была создана модель T52c, в которой появились 5 рычагов, необходимых для установки ключа. Однако, криптостойкость машины была понижена, поскольку уменьшилось общее количество алфавитов.
Повысить криптостойкость удалось в версии T52d.  Это связано с изменением движения роторов: оно стало прерывистым, что улучшило скорость и качество передачи данных в логическую схему. Таким образом, криптографическая стойкость T52d была выше, чем у Lorenz SZ-40.
В мае 1945 года посредством объединения достоинств предыдущих моделей была создана T52e.

## Принцип работы
Анализ перехваченных сообщений показал, что машина работает с помощью двух операций: XOR и перестановки SWAP.
В T52 существовало 2 ключа, Σ и Π, каждый из которых был задан пятью дисками. Пять Σ-дисков и пять П-дисков могли быть свободно выбраны из десяти дисков машины, связанных между собой сложным нелинейным способом так, чтобы они не могли остановиться. В машинах T52a/b и T52d этот выбор мог быть сделан путём подключения кабелей в соответствующие «subtractor» и «permutor» (как их назвали в Блетчли-Парке) разъемы. В моделях T52c и T52e подключение происходило при помощи встроенных реле. Диски T52 в функциональном плане были похожи на диски, используемые в машине Лоренц. Однако существовало отличие в устройстве. Диски машины Лоренца были металлическими, а контакты на них могли быть установлены в активное/неактивное положение, то есть модель диска могла быть выбрана по желанию. В T52 же диски были выполнены из бакелита. Таким образом каждый диск формировал свой фиксированный шаблон кода. Причем, так как диски были разных размеров, длина последовательности битов на каждом диске была разной.
Алгоритм преобразования символа B исходного текста в символ Z шифротекста заключался в следующем: на 5 входных каналов подавалось 5 битов символа B, после чего каждый из этих битов складывался с соответствующим битом Σ-ключа; далее полученные биты смешивались при помощи операции SWAP. Результатом этой операции была последовательность из 5 битов, которая и являлась символом Z.
Перед передачей сообщения существовала необходимость настройки машин на обоих концах связи. Прежде всего оба оператора должны были иметь доступ к таблице с внутренними ключами, которые задавали схему распределения 10 дисков на Σ-диски и П-диски. Каждый такой ключ был действителен в течение 3-9 дней. Настройка пяти так называемых QEK-дисков проводилась каждый день в 9:00 по заранее оговоренной схеме. Параметры установки остальных QEP-дисков выбирались отправителем самостоятельно. Отправитель передавал QEP в незашифрованном виде (напр. QEP 12 25 18 47 52), после чего отправлял сообщение «UMUM» (umschalten), сигнализируя, что он готов к передаче сообщения. Получатель же, произведя необходимые настройки, отправлял сообщение «VEVE» (verstanden), сигнализируя, что готов к приему. После получения операторами соответствующих сообщений, они переключались в режим передачи шифротекста.

## Криптоанализ
После оккупации Дании и Норвегии немцы стали использовать наземные линии связи, которые пролегали на территории Швеции. Шведы незамедлительно начали прослушку в мае 1940. Летом 1940 шведский математик и криптограф Арне Берлинг взломал ранние модели T52 за две недели, используя лишь ручку и бумагу. На основе этого телефонная компания Ericsson изготовила машины, похожие на T52, которые могли декодировать сообщения после того, как ключевые параметры были найдены вручную. Благодаря этому устройству шведам удалось узнать о готовящейся Германией операции «Барбаросса» до её начала. Шведы читали сообщения в течение трех лет, не только между Берлином и Осло, но и между Германией и немецкими войсками в Финляндии, а также сообщения немецкого посольства в Стокгольме. В общей сложности шведы перехватили около 500 000 немецких сообщений. Из них более 350 000 были расшифрованы. Через некоторое время немцы узнали об этом. Они попытались улучшить безопасность T52 в 1942 году, но шведы смогли взломать и модернизированное устройство. Однако, вторая попытка модернизировать T52 в середине 1943 года была более успешной, и потоку расшифрованных сообщений пришел конец.
Далее в игру вступили британские криптоаналитики из Блетчли-парк. Но им повезло меньше, чем шведским коллегам, так как британцы не имели доступа к наземным линиям связи Германии. Но летом 1942 года Британские войска впервые зафиксировали сообщения T52 между Сицилией и Ливией (под кодовым названием «Sturgeon») и между Эгейским морем и Сицилией (под кодовым названием «Mackerel»), поскольку немцам пришлось использовать радиолинии для передачи сообщений. В обоих случаях при шифровании использовались одинаковые настройки машины с похожей интенсивностью появления цифр. Эта интенсивность была проанализирована Майклом Крамом.
Периодически англичане взламывали T52, но не так часто и регулярно, как они взламывали Enigma и Tunny. Отчасти это было из-за того, что T52 был, безусловно, самым сложным шифром из трех. Также этот процесс становился бессмысленным по причине того, что большинство сообщений, отправленных с помощью T52, было также отправлено с применением Enigma и Lorenz SZ-40, для взлома которых у британцев на тот момент было больше возможностей.

## Использование в послевоенное время
По окончании Второй мировой войны модели T52d и T52e нашли применение в армиях и спецслужбах различных стран.

### Франция
Около 380 машин смогли пережить войну, 280 из них были оставлены в Германии и подлежали уничтожению. На деле же они были просто демонтированы и отдельными запчастями появились на рынках. Компания «Mils Electronic» скупила большую часть этих запчастей, из которых позже собрала немалое количество машин T52d и T52e. Часть этих машин и была продана Франции.

### Нидерланды
Доподлинно неизвестно, откуда в Нидерландах появились T52. Вероятно, машины были куплены у той же «Mils Electronic». Они нашли применение во флоте, хотя точно не известны ни цель, ни срок, в течение которого шифровальные машины использовались. Скорее всего, они служили для связи между Нидерландами и Голландской Ост-Индией.

### Великобритания
Великобритания также имела желание использовать T52, однако отказалась от этой идеи после нескольких исследований.